# Глухов Микола Володимирович
Мико́ла Володи́мирович Глу́хов (14 грудня 1949 року, Великий Кобелячок, Полтавська область) — інженер, колишній мер Кременчука.

## Біографія
Микола Глухов народився в селі Великий Кобелячок Новосанжарського району Полтавської області. Закінчив місцеву середню школу. Після закінчення в 1969 році закінчив Кременчуцького машинобудівного технікуму почав працювати на Крюківському вагонобудівному заводі. З жовтня 1969 року по 1972 рік служив у Радянській армії.

### Освіта
У 1978 році, продовжуючи працю, Глухов закінчив Кременчуцьку філію Харківського політехнічного інституту (зараз Кременчуцький національний університет імені Михайла Остроградського), здобувши освіту інженера-механіка. У 1997 році отримав другу вищу освіту інженера-економіста в цьому ж Вищому Навчальному Закладі.

## Кар'єра

### Інженер
З 1972 року працював старшим техніком у Виробничо-науково-дослідному проєктно-технічному інституті вагонобудування (ВНДПТІ). У 1978 році став старшим інженером галузевого відділу науково-дослідного інституту вагонобудування. З 1983 року Микола Глухов став головним інженером та директором ВНДПТІ.

### Політик
У 1991 році Глухова було призначено заступником голови виконкому Кременчуцької міської ради народних депутатів. З наступного року став першим заступником голови адміністрації міської ради. З 1996 і по 2000 роки був першим заступником голови виконкому Крюківської районної ради. З 2000 і по 2010 роки був міським головою Кременчука, у 2010 році вибори програв головному конкуренту Олегу Бабаєву.

## Цікаві факти
- 6 лютого 2009 року був одним із гостей телепрограми «Свобода слова»[2].